# هجوم فندق مقديشو 2020
في 16 أغسطس 2020 أسفر هجوم نفذته حركة الشباب على فندق إليت في العاصمة الصومالية مقديشو عن مقتل 11 شخصًا.

## خلفية
نفذت حركة الشباب المتمردة هجمات متعدة في البلاد منذ عام 2008. وتتركز معظم هجماتها على العاصمة مقديشو، كما يستهدفون الفنادق المزدحمة في معظم الهجمات، وقليلا ما ينفذون هجمات في الدول المجاورة كينيا وأوغندا.

## الهجوم
في 16 أغسطس 2020 اقتحمت سيارة مفخخة فندق إيليت الراقي الذي افتتح في شاطئ ليدو في العاصمة الصومالية مقديشو قبل الهجوم بفترة. وأعقب ذلك فتح النار بشكل عشوائي ببنادق هجومية. واعتصم المسلحون في الفندق ما أدى إلى تدخل القوات المسلحة الصومالية التي حاصرت الفندق لأربع ساعات، وانتهى الهجوم بمقتل جميع المتمردين الخمسة على أيدي القوات الخاصة الصومالية؛ وإصابة ما لا يقل عن 43 شخصا.
وأدانت الأمم المتحدة  الهجوم حيث أصدر الممثل الخاص للأمين العام للأمم المتحدة في الصومال جيمس سوان بيانا قال فيه إن الهجوم "الفظيع" استهدف مدنيين، بمن فيهم موظفون حكوميون تسبب بالعديد من الإصابات، هذه الوحشية لا مكان لها في البلد الذي بناه الصوماليون وتستدعي أشد الإدانة" 